# Хрватска демократска заједница Босне и Херцеговине

Хрватска демократска заједница Босне и Херцеговине (ХДЗ БиХ) је хрватско-националистичка политичка странка у Босни и Херцеговини. Основана је 1990. године као подружница Хрватске демократске заједнице која је дошла на власт у СР Хрватској након првих демократских избора.

## Историја

### Оснивање и избори 1990.
Први иницијативни одбор (будућег) ХДЗ-а за подручје БиХ састао се 26. фебруара 1990. у Грудама у западној Херцеговини а потом формирају се општинске организације у Широком Бријегу, Љубушком, Посушју и Дувну под "капом" Координацијског одбора ХДЗ БиХ за западну Херцеговину.
18. августа 1990. у Сарајеву је одржан Први општи сабор ХДЗ БиХ гдје су усвојени Програмска декларација и Статут странке. За првог предсједника странке изабран је Даворин Периновић (који међутим бива смењен са функције 7. септембра а на његово мјесто стиже Стјепан Кљуић).
ХДЗ одмах потом креће у кампању за прве вишестраначке изборе у СР БиХ који су одржани 18. октобра. ХДЗ добија већину гласова Хрвата и од седам чланова Предсједништва осваја два места (резервисана за хрватски народ) за Стјепана Кљуића и Фрању Бораса.
ХДЗ као представник Хрвата улази у нову владајућу коалицију (са Странком демократске акције (која је представљала Муслимане) и Српском демократском странком) која је збацила са власти бивше комунисте из СК БиХ-СДП-а и СРСЈ-а.
По коалиционом договору за предсједника Предсједништва СР БиХ је изабран Муслиман Алија Изетбеговић, за предсједника Скупштине СР БиХ Србин Момчило Крајишник а Хрват Јуре Пеливан (из ХДЗ-а) постаје предсједник владе.

### Улога током грађанског рата и Херцег-Босна
Почетком 1991. све већи сепаратизам словеначког и хрватског руководства у Југославији доводи до ескалације српско-хрватског сукоба у Хрватској (Хрватски Сабор је 1990. већ био нелегално одузео конститутивност Србима у Хрватској и кренуо у хистеричну анти-српску кампању), односно између паравојних јединица тзв. Збора народне гарде (ЗНГ којима је командовао МУП Хрватске) и легалне ЈНА.
Босанскохерцеговачки Хрвати (подупријети од стране Загреба) први почињу антијугословенско дјеловање у БиХ и долази до првих сукоба ЈНА већ у мају 1991. а потом 30. септембра долази до напада ЈНА на село Равно након провокација од стране хрватских паравојних банди.
Муслиманско руководство је заступало јако централистичку политику (концепт "грађанске" а не етничке државе) међутим још увијек није било спремно на идеју независности БиХ. У међувремену Кљуић бива маргинализован (а потом смењен са функције предсједника ХДЗ-а) због своје блискости политици Изетбеговићеве СДА.
ХДЗ БиХ радикализује свој положај (пратећи националистичку политику Туђмановог режима) и 18. новембра проглашава Хрватску заједницу Херцег-Босну (ХЗХБ) као политичку цјелину унутар БиХ. За предсједника је изабран Мате Бобан (који је за разлику од Кљуића био федералиста).
У октобру 1991. представници српског народа (махом из СДС-а) су напустили све институције БиХ-а противећи се централизму Сарајева и све нарастајућем антијугословенском сепаратизму. Муслимани и Хрвати потом крећу у припреме за независност и 1. марта 1992. се одржава референдум о независности Босне и Херцеговине (који није могао бити легалан због бојкота конститутивног српског народа) који је резултовао одвајањем од СФРЈ.
8. априла главном заслугом ХДЗ-а БиХ основано је Хрватско вијеће одбране (ХВО) као званична оружана формација ХЗХБ.
Крајем 1992. распада се муслиманско-хрватски савез и отпочиње сукоб а затим отворени рат између јединица тзв. АРБиХ и ХВО (уз политичку подршку Туђмановог режима и војну подршку Хрватске Војске). 24. августа 1993. ХЗХБ се претвара у независан субјекат и прекида све односе са институцијама БиХ-а проглашавањем Хрватске Републике Херцег-Босне (ХРХБ).
Хрватско-муслимански сукоб окончан је 18. марта 1994. потписивањем Вашингтонског споразума између Хрватске и Републике Босне и Херцеговине. Споразум је укинуо ХРХБ и створио Бошњачко-хрватску Федерацију (касније Федерација БиХ) унутар државе Босне и Херцеговине.
За новог предсједника ХДЗ-а БиХ изабран је Дарио Кордић (касније осуђен за ратне злочине у Лашванској долини). Након Кордићевог одласка у Хаг 12. јануара 1996. предсједник странке постаје Божо Рајић а 9. марта формално су угашене све институције ХРХБ и успостављена је нова Федерација.

### Послератни период
На првим послератним изборима 1996. ХДЗ БиХ добија поновно подршку већине Хрвата као и апсолутну власт у четири хрватска кантона и улази у федералну и државну власт док кадар ХДЗ-а Крешимир Зубак постаје хрватски члан Предсједништва БиХ-а.
У мају 1998. Анте Јелавић (уз подршку ветерана ХВО-а) постаје предсједник странке иако противно вољи Фрање Туђмана који је за ту функцију хтио Божу Љубића. Крешимир Зубак након тога напушта странку и оснива Нову хрватску иницијативу као партију средњобосанских и посавских Хрвата. На општим изборима 1998. ХДЗ поново је главна политичка организација Хрвата.

### Сукоб за ОХР-ом
2000. године високи представник смјењује низ званичника хрватског народа и утиче да ХДЗ не буде у структури власти Федерације БиХ 2000.-2002. (тзв. Алијанса за промјене која је формирала федералну власт). На општинским изборима одржаним 8. априла 2000. године ХДЗ БиХ је заступљена у 79 општинских вијећа, од укупно 1993 одборничка места освојила је 392. За члана Предсједништва БиХ поново је изабран Анте Јелавић.
Положај хрватског народа постаје све тежи, а посебно интервенције високих представника у корист бошњачке већине доводе Хрвате до новог захтјева о реструктурирању БиХ као федералне државе. Јелавић изјављује да ХДЗ не може прихватити принцип грађанске већине. ХДЗ БиХ иницира оснивање Хрватског народног сабора и тзв. Хрватску самоуправу.
Под притиском високог представника Анте Јелавић и још пет чланова Предсједништва ХДЗ БиХ у мају 2002. подносе оставке како би се странка смела регистровати на изборе у БиХ.

### Од раскола у странци до данас
Све до пред изборе 2006, ХДЗ БиХ био је главна странка хрватског народа у земљи. Но, долази до раскола између присталица Драгана Човића и Боже Љубића (који напушта странка и оснива Хрватску демократску заједницу 1990). Раскол два ХДЗ-а проузроковало је де факто губитак хрватског представника у Предсједништву БиХ, јер је у име хрватског народа изабран Жељко Комшић из Социјалдемократске партије, који је изабран углавном гласовима Бошњака.
Тај сценарио се поновио и на изборима 2010. након којих су оба ХДЗ-а избачени из власти Федерације БиХ-а (од стране Платформе СДП-СДА-НСРБ-ХСП). 2012. након скоро двогодишње политичке кризе за предсједавајућег Савјета министара БиХ-а долази Вјекослав Беванда из ХДЗ-а БиХ.
На општим изборима 2014. ХДЗ БиХ је повратио функцију хрватског члана Предсједништва на коју је поново изабран Драган Човић и освојио апсолутну већину хрватских гласова са својом коалицијом окупљеном око Хрватског народног сабора.